# Les grandes grandes vacances
Les Grandes Grandes Vacances es una serie de animación dramática francesa estrenada en 2015 a través de France 3. La producción está ambientada en Normandía en tiempos de la Francia ocupada durante la II Guerra Mundial.

## Resumen
En septiembre de 1939, Colette y Ernest llegan de París a la localidad ficticia de Grangeville, Normandía donde viven sus abuelos, pero lo que debían ser unas breves vacaciones, terminan alargándose cuando el padre de estos debe unirse a la resistencia francesa para combatir a las tropas alemanas. A esto se suma los problemas de salud por parte de la madre, quien es ingresada en un sanatorio.
A lo largo de la serie, ambos jóvenes descubren como es la vida en el campo en tiempos de guerra.

## Reparto
- Antoine Fonck es Ernest Bonhour.
- Garance Pauwels es Colette Bonhour (voz en off: Régine Blaess-Varon).
- Benjamin Bollen es Jean Guibert.
- Pauline Brunner es Muguette.
- Sauvanne Delanoë es Marcelin Morteau.
- Dorothée Pousséo es Gaston Morteau.
- Milan Morotti es Fernand Geber.
- Marion Game es Émili "Mamili".
- Alexandre Aubry es René "Papilou".
- Johannes Oliver Hamm es Otto.
- Rainer Sievert es Hans.
- Jochen Hägele es Von Krieger.
- Antoine Lelandais es Durant.

## Producción
La serie está formada por cinco episodios divididos en dos partes cada uno haciendo un total de diez. Fue creada por Emile Bravo (diseñador gráfico), Paul Leluc (director) y Delphine Maury (guionista) y producida por los estudios Les Armateurs Cyber Group Studios.
Olivier Vinuesa y Alain Serluppus trabajaron como asistentes de Maury. Posteriormente se incorporaron Guillaume Mautalent, Sébastien Oursel y Timothée de Fombelle.
La composición musical estuvo dirigida por Syd Matters.